# ろみひー
『ろみひー』は、1998年4月1日から2003年3月31日まで日本テレビ系列局で放送された中京テレビ製作のトークバラエティ番組。日本テレビ系全国ネットの深夜番組放送枠『ZZZ』の内包番組として放送。

## 概要
番組の仮タイトルは『ヒロミの激烈!!完パケ組』。
ゲスト出演者が赤裸々に語るトークを主軸にしていた深夜番組である。番組タイトルは、司会のヒロミの名前を平仮名化 + アナグラム化したものである。ほか、レギュラーパネラーの飯島愛と、メインゲストとは別のゲストパネラー1組が出演。ゲストが座る席の周りには、「ろみひーギャルズ」と呼ばれる若手の女性タレント4人が取り囲むように座っていた。
番組は長らく『ZZZ』枠内で放送され続けたが、同枠の解体とともに終了。『小園総研』以来8年間続いたヒロミ司会による中京テレビ制作全国ネットのバラエティ番組は、この番組の終了をもって幕を下ろした。
なお、2021年4月から『ヒューマングルメンタリー オモウマい店』が放送開始し、約18年ぶりに中京テレビ制作の全国放送番組にヒロミがレギュラーとして出演している。

## 放送時間
いずれもJST。
- 水曜 23:45 - 24:15 （『ZZZ』水曜第1部、1998年4月 - 1999年3月）
- 火曜 23:37 - 24:12 （『ZZZ』火曜第1部、1999年3月 - 2002年3月）
- 火曜 23:55 - 24:25 （『ZZZ』火曜第1部、2002年4月 - 2002年9月）
- 月曜 24:50 - 25:20 （『ZZZ』月曜第2部、2002年10月 - 2003年3月）

## 出演者

### 司会
- ヒロミ（B21スペシャル）

### レギュラーパネラー
- 飯島愛

### ゲストパネラー
- 雨上がり決死隊
- 石塚英彦（ホンジャマカ）
- 上島竜兵（ダチョウ倶楽部）
- 大竹まこと（シティボーイズ）
- 海砂利水魚
- 小金沢昇司
- 清水圭
- 杉田かおる
- Take2
- 出川哲朗
- ファンキーモンキークリニック
- トミーズ雅（トミーズ）
- ほんこん（130R） - テロップでは「ホンコン」と表記されることが多かった。
- 円広志 - 飯島愛の代役で出演したこともある。
- ミスターちん（B21スペシャル）
- ほか

### ろみひーギャルズ
- 優香
- 大原かおり
- 嘉門洋子
- 柳明日香
- 山川恵里佳
- 川村亜紀
- 川村ひかる
- 堀越のり
- 三津谷葉子
- 小倉優子
- 金子さやか
- 藤本綾
- 内藤陽子
- こずえ鈴
- 小向美奈子
- はるな愛
- 斉藤のぞみ
- ほか

## 主な放送内容

### 芸能人マル秘履歴SHOW
毎週1人のゲスト（週によってはコンビでの出演もあり）の昔の顔写真や過去に歩んできた道などを履歴書形式で紹介し、それを元にトークを繰り広げていた企画。
人物紹介の際に使用していた履歴書は市販の履歴書に準じたもので、上から氏名、生年月日、主な経歴の順に映していたが、浅香光代がゲストの回では縦書きの「浅香オリジナル履歴書」が使われていた（しかも毛筆書き）。美輪明宏がゲストの回でも縦書きの履歴書が提出され、さらに経歴が「前世は天草四郎」から始まっていた。また、美輪とピーターが提出した履歴書は、「男・女」の項目の中央の「・」箇所に○が付いていた。石井竜也が提出した履歴書の内容はほぼデタラメで、「イタリア出身」「マダムヤン宗教大学入学」などと記入されていた。
大場久美子がゲストの回では「幼少期があまりにも悲惨過ぎる」との理由から幼少期を紙芝居で紹介された。
全ての内容紹介が終わると、飯島愛がまとめとして自身の価値観（独断）での評価を下していた。その際に飯島は「○○さんは、xx点!」（○○はその週のゲスト名、xxは数字）と言い、その点数を手書きフリップで示していた。点数は原則として100点満点だったが、ゲストによっては100点を遥かに超える点数になったり、0点やそれ以下のマイナス点になったりすることもあった。志茂田景樹がゲストの回では、下積み時代から志茂田を支えてきた夫人に100点を付けた。番組初の0点を獲得したのは、2000年4月18日放送分出演の高田純次である。これについて高田本人は「0点というのは、これからスタートをする原点って意味じゃん。光栄だなぁ。よし、これから頑張るぞ!」と発言し、その回のエンディングを大いに盛り上げた。2002年5月14日放送分に出演した斉藤由貴の場合は、ゲストパネラーの千秋の助言によって「☆♡点」という意味不明な点数を付けられ、それに対しヒロミが「今日は星1つ!」とコメントしていた。
深夜番組という事もあり、ゲストの「初体験」エピソードを披露する事も恒例となっていた。

## エンディングテーマ
- LOOP（ZEPPET STORE）
- OVER DAYS （Dear）
- Chimes （Laputa）
- Circle of Days （Keno・成海カズト）
- Vanilla （Gackt）
- 夢の旅人（ザ・コブラツイスターズ）
- ミルク（ハセガワミヤコ）
- Save Me  （HΛL）
- Believe in you （dream）
- ID; Peace B （BoA）
- Amazing Kiss （BoA）
- Only the love survive （access）
- Who's That Girl （DOUBLE）
- BLUE ROSE （FANATIC◇CRISIS）
- 幻（12.ヒトエ）
- Remind （FLAME）

## スタッフ
- ナレーター：杉山裕子
- 構成：田中直人、安達元一、有田真平
- CG：森山ピロカズ
- 協力：中京テレビ映像企画、中京ビデオセンター、第一舞台、スター、新光企画
- 制作協力：IVSテレビ制作
- 演出：村井清隆（CTV）、遠藤達也（ステイ）、小林ユージ（IVSテレビ）、岩田徹
- AP：渋谷江里
- プロデューサー：高橋潔（CTV）
- 製作著作：中京テレビ放送

## 関連書籍
- ろみひー 禁断の有名芸能人マル秘履歴SHOW （2000年10月発売、著者 - 中京テレビ、出版 - 文春ネスコ、ISBN 4-89036-116-2）